# Eleutherococcus senticosus
Eleutherococcus senticosus là một loài thực vật có hoa trong Họ Cuồng cuồng. Loài này được (Rupr. & Maxim.) Maxim. mô tả khoa học đầu tiên năm 1859.